# 琵琶湖 (西藏)
琵琶湖（藏語：པི་ཝང་མཚོ，威利转写：pi wang mtsho，THL：Piwang Tso），位于中国西藏自治区那曲市尼玛县境内，地处尼玛县北部，形形状类似乐器琵琶，故名。湖面海拔4928米，面积15.8平方公里。湖区气候干寒，年均气温-6℃，年降水量150毫米。湖水主要靠泉水补给，集水区面积970.2平方公里。